# Shahdol
Shahdol là một thành phố và khu đô thị của quận Shahdol thuộc bang Madhya Pradesh, Ấn Độ.

## Địa lý
Shahdol có vị trí 23°17′B 81°21′Đ / 23,28°B 81,35°Đ Nó có độ cao trung bình là 464 mét (1522 feet).

## Nhân khẩu
Theo điều tra dân số năm 2001 của Ấn Độ, Shahdol có dân số 78.583 người. Phái nam chiếm 53% tổng số dân và phái nữ chiếm 47%. Shahdol có tỷ lệ 76% biết đọc biết viết, cao hơn tỷ lệ trung bình toàn quốc là 59,5%: tỷ lệ cho phái nam là 82%, và tỷ lệ cho phái nữ là 69%. Tại Shahdol, 12% dân số nhỏ hơn 6 tuổi.